# معادله هامت
معادله هامت (به انگلیسی: Hammet Equation) ، رابطه‌ای در شیمی‌فیزیک آلی است که سرعت واکنش و ثابت تعادل در نوع مشخصی از واکنش‌های آلی را به هم مرتبط می‌سازد.

## لوییس هامت
مطالعات محققی به نام لوییس هامت (۱۸۹۴-۱۹۸۷) نشان داد که بین ویژگی های الکترونی اسیدها و بازهای آلی با ثابت های تعادل و واکنش‌پذیری آنها ارتباط مستقیمی وجود دارد.

## تشریح معادله
معادله به صورت زیر است:
{\displaystyle \log {\frac {K}{K_{0}}}=\sigma \rho }
در اینجا K ثابت تعادل، K0 ثابت تعادل برای اتم هیدروژن (مرجع)، ρ ثابت واکنش و σ ثابت جانشینی است.
در مواردی که گروه استخلافی ، ویژگی الکترون‌کشندگی دارد، مثل گروه نیترو، ثابت تعادل افزایش پیدا می کند و بسته به موقعیتی که این گروه جانشین شده روی حلقه آروماتیک انتخاب می کند - متا یا پارا - این اختلاف بیشتر می شود.
در موردی که گروه استخلافی الکترون‌دهنده مثل اتیل به حلقه آروماتیک متصل شده است ثابت تعادل کاهش پیدا کرده است.

## استخلاف‌های گوناگون
مقدار ثابت جانشینی برای گروه‌های استخلافی گوناگون:
| گروه جانشین‌شونده | اثر پارا | اثر متا |
| ---------------- | -------- | ------- |
| دی‌متیل‌آمین       | -۰٫۸۳    | -۰٫۲۱۱  |
| آمینو            | -۰٫۶۶    | -۰٫۱۶۱  |
| متوکسی           | -۰٫۲۶۸   | +۰٫۱۱۵  |
| اتوکسی           | -۰٫۲۵    | +۰٫۰۱۵  |
| متیل             | -۰٫۱۷۰   | -۰٫۰۶۹  |
| هیچ‌یک            | ۰٫۰۰۰    | ۰٫۰۰۰   |
| فلوئور           | +۰٫۰۶۲   | +۰٫۳۳۷  |
| کلرو             | +۰٫۲۲۷   | +۰٫۳۷۳  |
| برمو             | +۰٫۲۳۲   | +۰٫۳۹۳  |
| یدو              | +۰٫۲۷۶   | +۰٫۳۵۳  |
| سیانو            | +۰٫۶۶    | +۰٫۵۶   |
| نیترو            | +۰٫۷۷۸   | +۰٫۷۱۰  |

## نگارخانه

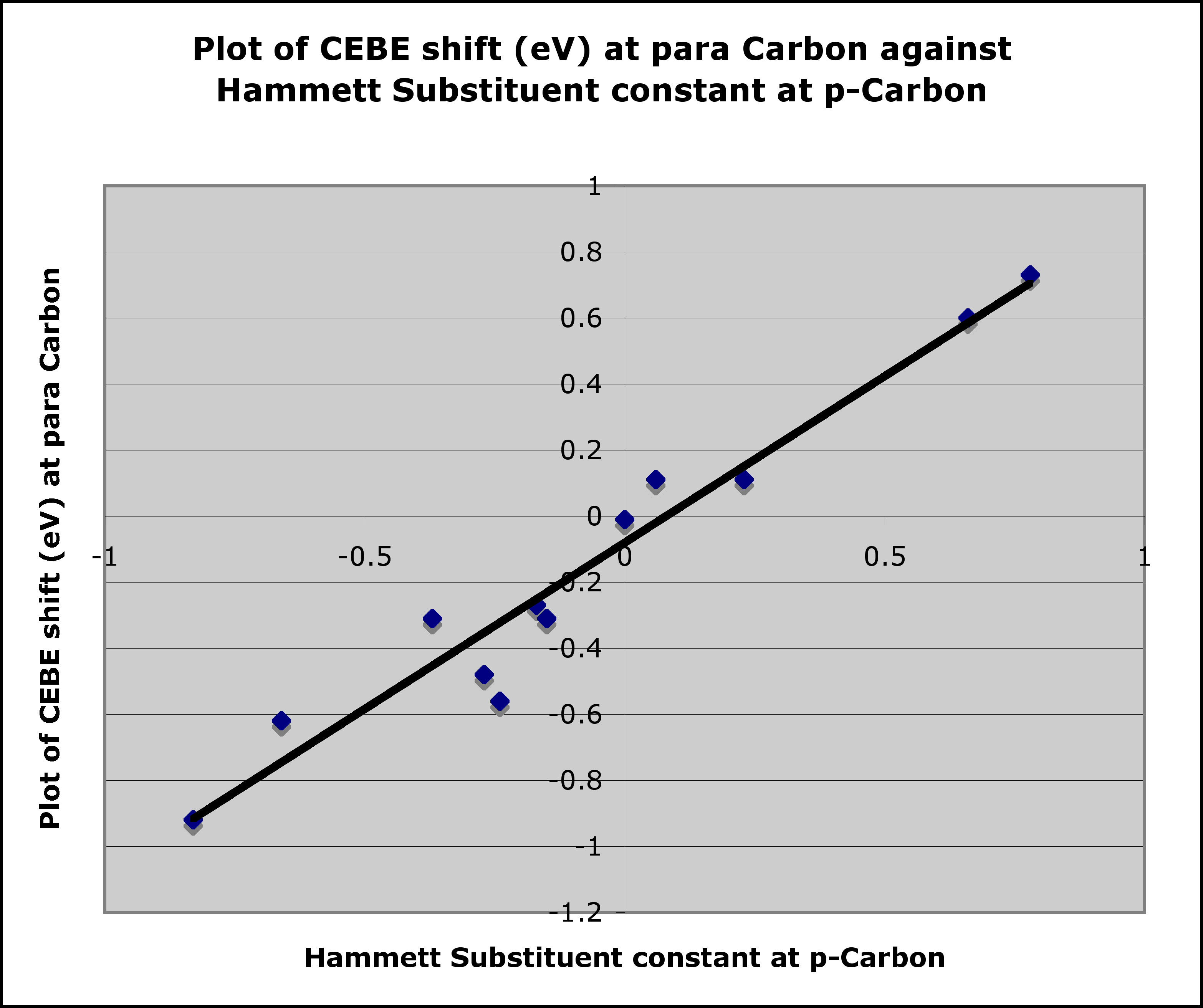
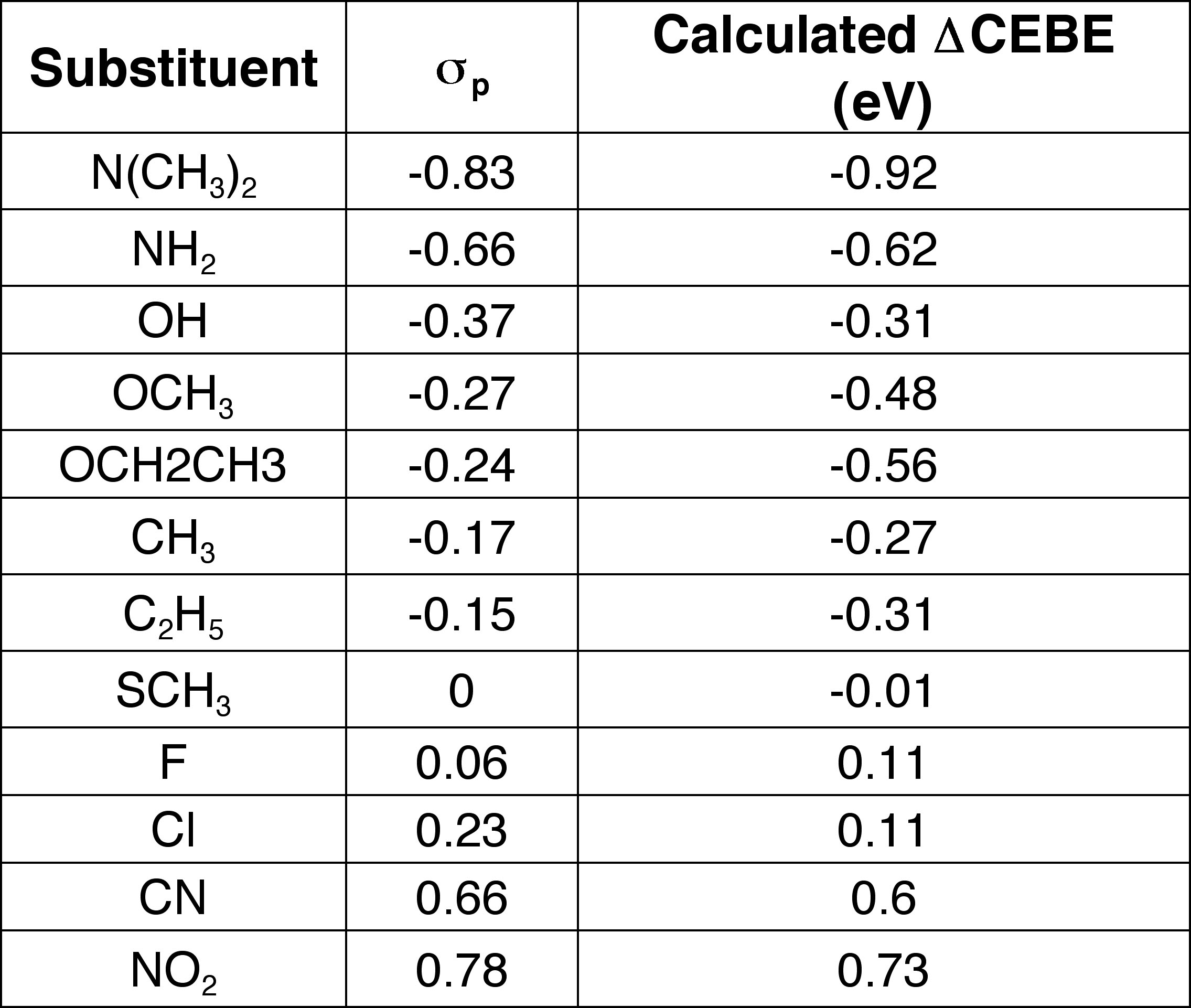
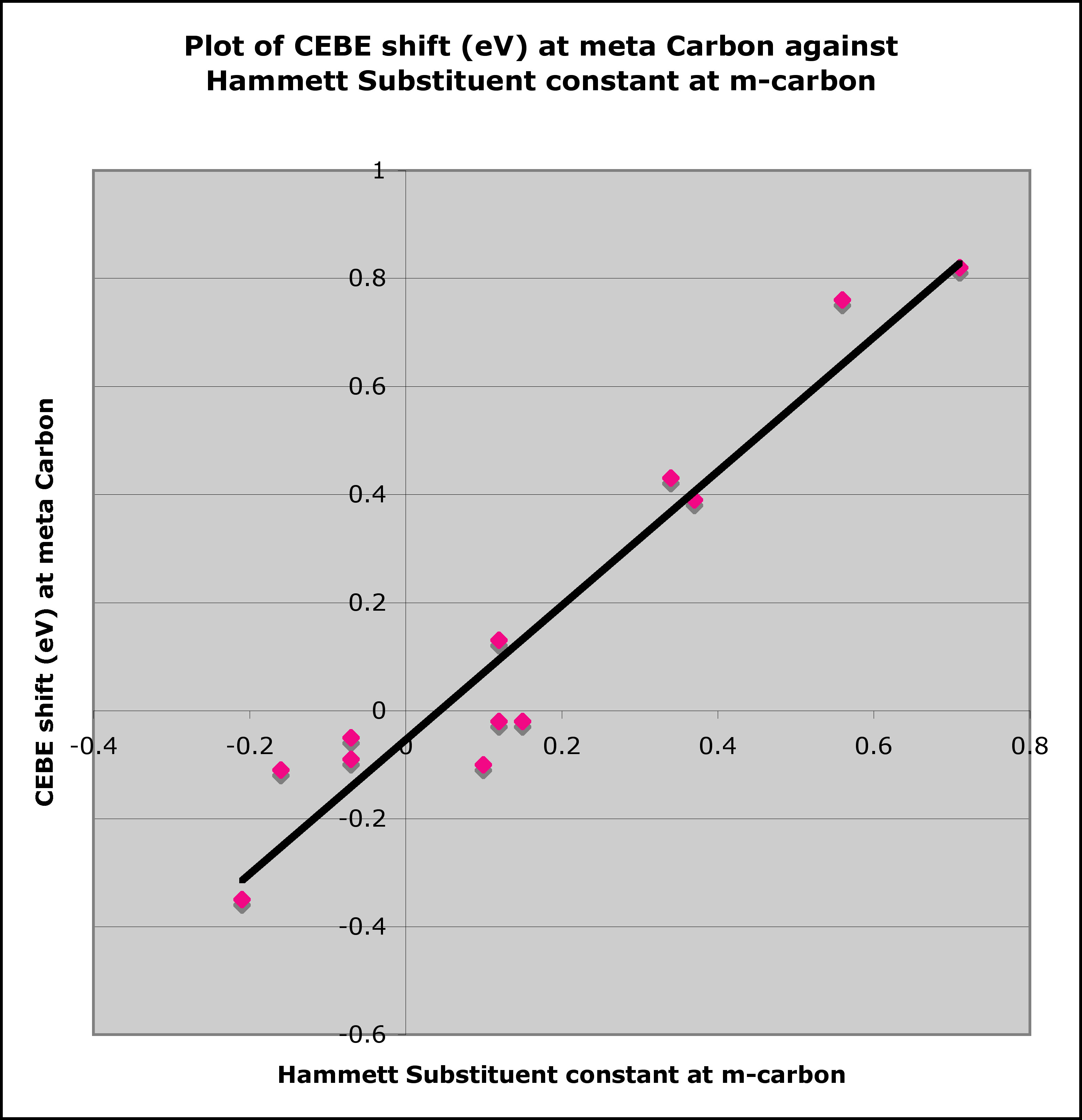
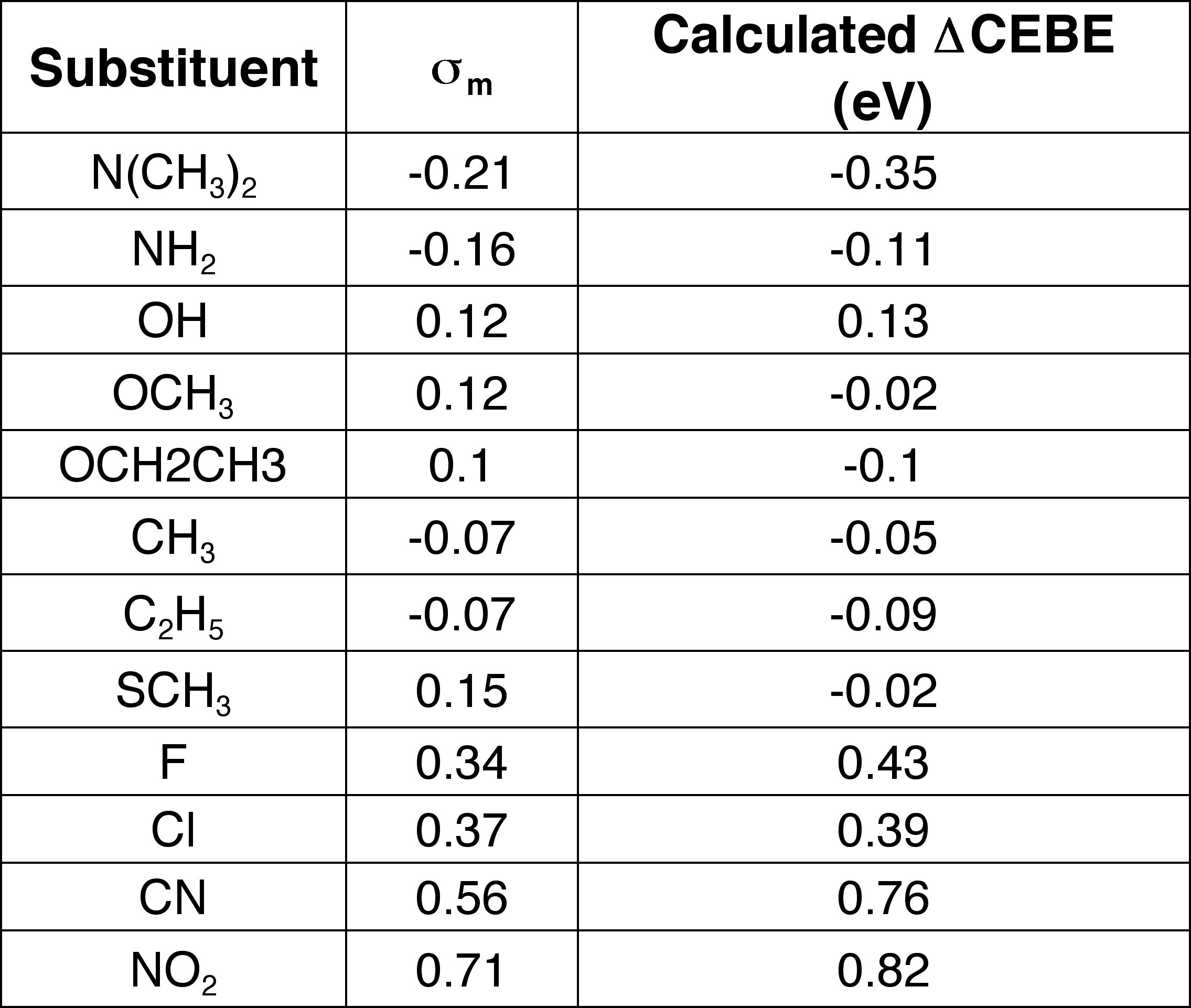
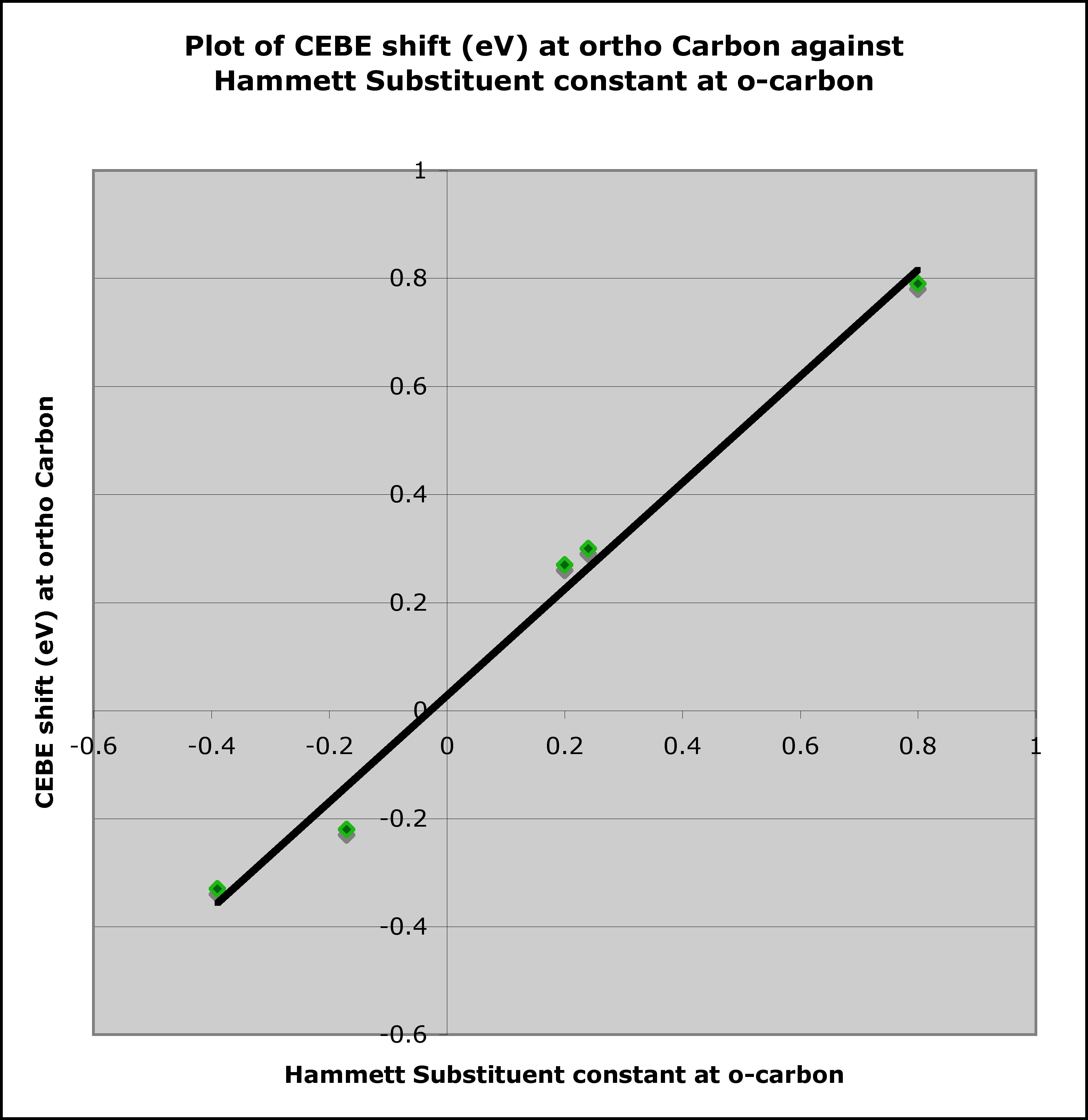
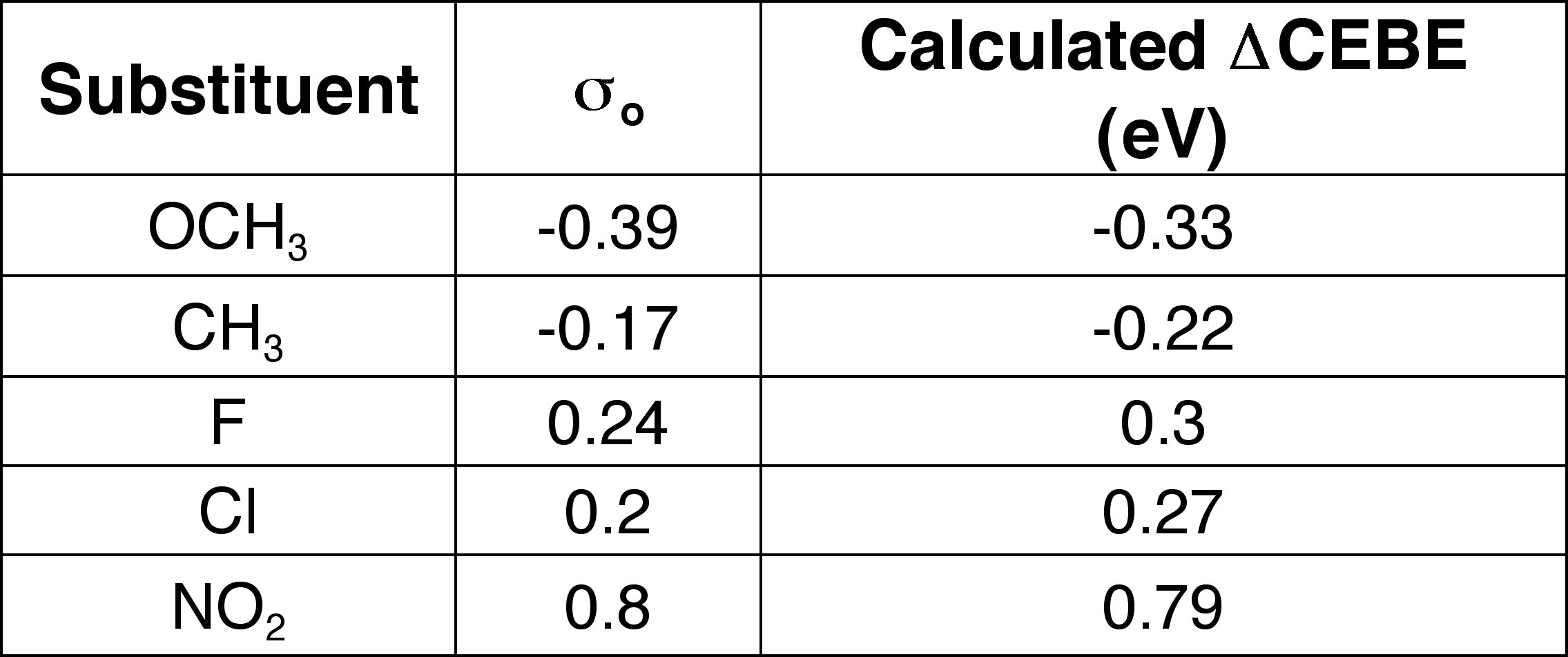